# Çubuk (Ankara)
Çubuk est un chef-lieu de district de la province d'Ankara, en Turquie.

## Géographie
La ville est à 35 km au nord de la capitale, dans la plaine de Çubuk (Çubuk ovası), qui abrite l'aéroport international d'Esenboğa (aéroport d'Ankara), qui se trouve à mi-chemin entre les deux agglomérations, dans le territoire du district de Çubuk.
Le district avait une superficie de 1 341 km2 pour une densité d'environ 56 hab./km2 en 2000.
| Année | District | Ville  |
| ----- | -------- | ------ |
| 1990  | 52 041   | 22 935 |
| 2000  | 75 119   | 46 605 |
| 2007  |          | 66 303 |
| 2009  |          | 71 035 |

La rivière de Çubuk (Çubuk Çayı) est une des branches du cours supérieur de la rivière d'Ankara (Ankara Çayı) ; elle est coupée par deux barrages, l'un en amont de Çubuk : le barrage de Çubuk II ; l'autre, plus ancien, en aval et proche d'Ankara : le barrage de Çubuk I. Ces deux barrages ont pour fonction d'alimenter l'agglomération en eau potable et de régulariser le cours de la rivière.

## Histoire
La plaine de Çubuk a été le théâtre de la bataille d'Ankara, entre Tamerlan et le sultan ottoman Bayezid Ier, le 20 juillet 1402. Bayezid Ier fut vaincu et capturé, ce qui freina l'expansion des Ottomans pendant un temps. La région fut alors laissée aux Moutons Blancs (en turc: Akkoyunlular).